# Чехович, Ольга Дмитриевна
Чехович Ольга Дмитриевна (14 июня 1912 года, Санкт-Петербург — 27 января 1982, Ташкент) — советский историк-востоковед, специалист по источниковедению Центральной Азии.

## Биография
О. Д. Чехович родилась в Санкт-Петербурге. Высшее образование получила в 1929—1932 гг. училась на историческом факультете Ленинградском государственном университета им. А. А. Жданова (с 1930 года Ленинградском историко-лингвистическом институте) по историческому отделению.
С 1932 года О. Д. Чехович — преподаватель Таджикского педагогического техникума (Ташкент), в 1933 году — пропагандист ЦК ЛКСМУз, с 1934 года — сотрудник газеты «Транспортный рабочий» (Ташкент), в 1937—1943 годах — преподаватель истории в железнодорожной школе №34 Ташкента. В 1938 году Ольга Дмитриевна была зачислена в аспирантуру Среднеазиатского государственного университета (ныне Национальный университет Узбекистана). В 1940−1941 годах участвовала в историко-этнографической экспедиции в Бухаре; с 1944 года и до конца жизни — старший научный сотрудник Института истории АН УзССР (ныне Институт истории АН РУз).
17 декабря 1943 года О. Д. Чехович защитила кандидатскую диссертацию «Бухарские поземельные акты и аграрные отношения XIX—XX веков», в 1967 году — докторскую «Бухарские документы XIV века». Она на протяжении всей научной карьеры поддерживала контакты с советскими исследователями-востоковедами, археологами и этнографами: А. А. Семеновым, М. С. Андреевым, А. К. Арендс, А. Броудо, А. С. Твертиновой, Б. А. Литвинским, Е. А. Давидович, А. Б. Халидовым, А. Н. Болдыревым и другими. Кроме того, она поддерживала контакты с русским востоковедом, профессором Университета Кембриджа В. Ф. Минорским.
Под руководством О. Д. Чехович защищён ряд кандидатских диссертаций.
Ольга Дмитриевна выступала с докладами и сообщениями на форумах историков и востоковедов. Постоянный участник Всесоюзной конференции «Бартольдовские чтения», проводимой под эгидой Института востоковедения АН СССР (Москва).
О. Д. Чехович внесён вклад в исследование и понимание ряда вопросов истории Средней Азии XIII—XIX вв., в частности таких как «формы феодальной собственности на землю», «милк», «очищенный милк», «вакфная собственность» и др.
Была замужем за археологом С. К. Кабановым.

## Оценка личности Тимура
О.Чехович и Махкам Абдураимов отрицательно интерпретировали личность Тимура (1336-1405). Другие историки Узбекской ССР во главе с академиком Я. Гулямовым придерживались более разносторонней оценки деятельности Тимура..

## Публикации
Перу О. Д. Чехович принадлежит около 80 публикаций по истории, источниковедению, археографии Средней Азии феодального периода, в том числе: «Документы к истории аграрных отношений в Бухарском ханстве XVII—XIX вв.» (1954), «Бухарские документы XIV века» (1965), «Самаркандские документы XV—XVI вв.» (1974) и др. В 1979 г. вышла в свет работа О. Чехович «Бухарский вакф XIII в.», подготовленная совместно с А. К. Арендсом и А. Б. Халидовым.
По утверждению У. А. Абдурасулова, исследовавшего документы О. Д. Чехович, хранящиеся в Центральном Государственном архиве Узбекистана, в 1979 году ею было также завершено написание работы «История развития актов юридического оформления феодальных отношений в Средней Азии», оставшейся неопубликованной до настоящего времени.